# Agnes Chan

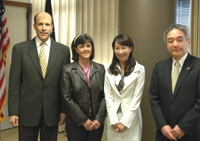
John Roos, Susan Roos, Agnes Chan y Ken Hayami

Agnes Chan, también conocida como Agnes Miling Kaneko Chan (chino tradicional: 陳美齡; chino: 陈美龄, pinyin: Chén Měilíng, cantonés: Chan4 Mei5 Ling4, japonés アグネス・チャン, Hong Kong, 20 de agosto de 1955), es una cantante, actriz, autora, profesora y ensayista china nacionalizada como japonesa. Desde 1998, ha sido una embajadora de la Cominsión de la UNICEF, participa en una corporación japonesa privada que apoya a la UNICEF.

## Carrera
Durante los años de la escuela secundaria en Hong Kong, Agnes empezó a cantar y tocar la guitarra, trabajando como voluntario en eventos de caridad. Su primer éxito fue en un cover de The Circle Game de Joni Mitchell, en la que participó también su hermana, la actriz Irene Chan. Con esta canción, y la participación con algunos reconocidos como Chang Cheh, participó en películas como Young People y The Generation Gap, Agnes se popularizó en toda Asia oriental.

## Presentación regular Programas Principales

### Televisión
- Chiba TV - Agnes' Music Salon (Ended by Jan., 2006)
- TV Tokyo - Kitajima Wink Heart (Ended by Sep., 2007)
- Twell V - Agnes Chan y el Yokohama Chinatown caluroso (Ended by Jun., 2011)

### Radio
- Radio Nippon(RF) - Agnes' Sunny Side Up
- RTHK - City Snapshot (September 2005 - March 2006)

## Discografía

### Álbumes
- 1971 Will the circle game be unbroken
- 1972 ORIGINAL(1), Poppy flower, With Love from Agnes
- 1973 As Stars, As Flowers, Splendor In The Grass, Flower Concert
- 1974 Agnes's small diary and The Concert for Your and Me, Fly of Swallows
- 1975 The Story of Small Love, Family concert, Hello To Youth, Say Thank You To You, Loving Songs, I Am In Love
- 1976 Mei Mei - Dream all the time, See You Again Some Day, Where shall I go to look for my lover, Agnes Chan, Memorial of Love
- 1977 How are you? and My lover, With love from Canada
- 1978 Happy Again, Ready, Go!
- 1979 Agnes in Wonderland, ABC AGNES, Carnation in the rain , Beautiful days
- 1980 Message, Morning Star, Love robber, Wonderer, Swallow has came back
- 1981 Love Me Little Love Me Long, Mystic words for love, Absorbed in love, Anxiety-forgetting grass
- 1982 Song of Lijiang River, Half Time, Christmas Song Medley
- 1983 Small question, Girl Friends, Wish you to being mellow
- 1985 Loving Harmony, Love will be found - City romance
- 1990 Dear Agnes - Carpenters collection
- 1992 World nursery rhyme and baby-sitter song complete volume I-V
- 1997 Agnes Chan Cantonese selection
- 1999 Famous baby-sitter song and nursery rhymes in the world
- 2000 Happy kids songs by Agnes, English songs by Agnes, Melancholy, Love, Peace & Freedom
- 2001 Private novel - My Love Story
- 2002 Now and Then, Agnes Chan CD BOX
- 2005 Lost & Found -Come to Me-
- 2006 Forget Yourself (Audio CD with DVD)
- 2008 Peaceful World

### Singles
| #  | Título                                                                             | Fecha de lanzamiento/Posición Chart |
| -- | ---------------------------------------------------------------------------------- | ----------------------------------- |
| 1  | Circle Game (-?) Debut single in Hong Kong                                         | 1971 (#1)                           |
| 2  | Hinageshi No Hana (ひなげしの花?) Debut single in Japan                            | 1972-11-25 (#5)                     |
| 3  | Yousei No Uta (妖精の詩?)                                                          | 1973-04-10 (#5)                     |
| 4  | Sougen No Kagayaki (草原の輝き?)                                                   | 1973-07-25 (#2)                     |
| 5  | Chiisana Koi No Monogatari (小さな恋の物語?) Biggest hit in Japan                  | 1973-10-25 (#1)                     |
| 6  | Hoshi No Negai O (星に願いを?)                                                     | 1974-02-25 (#4)                     |
| 7  | Poketto Ippai No Himitsu (ポケットいっぱいの秘密?)                                 | 1974-06-10 (#6)                     |
| 8  | Utsukushii Asa Ga Kimasu (美しい朝が来ます?)'                                      | 1974-09-10 (#8)                     |
| 9  | Ai No Mayoigo (愛の迷い子?)                                                        | 1974-12-21 (#2)                     |
| 10 | Koibito Tachi No Gogo (恋人たちの午後?)                                            | 1975-03-25 (#7)                     |
| 11 | Hadashi No Bouken (はだしの冒険?)                                                  | 1975-06-10 (#12)                    |
| 12 | Shiroi Kutsushita Wa Niawanai (白いくつ下は似合わない?)                            | 1975-08-25 (#12)                    |
| 13 | Fuyu No Hi No Kaerimichi (冬の日の帰り道?)                                         | 1975-12-10 (#14)                    |
| 14 | Koi No SEESAW GAME (恋のシーソー・ゲーム?)                                         | 1976-04-10 (#8)                     |
| 15 | Yume O Kudasai (夢をください?)                                                     | 1976-08-10 (#14)                    |
| 16 | Kokoro Ni Tsubasa O Kudasai (心に翼を下さい?)                                      | 1977-04-25 (#32)                    |
| 17 | Sukoshi Matte Te (少し待ってて?)                                                   | 1977-08-25 (#64)                    |
| 18 | Hana No Sasayaki (花のささやき?)                                                   | 1977-11-25 (#68)                    |
| 19 | AGAIN (アゲイン?)                                                                  | 1978-08-25 (#22)                    |
| 20 | Yasashisa Shirazu (やさしさ知らず?)                                                | 1978-11-25 (#52)                    |
| 21 | Kagami No Naka No Watashi (鏡の中の私?)                                            | 1979-03-30 (#76)                    |
| 22 | 100 Man Nin No JABBERWOCKY (100万人のジャバウォーキー?)                            | 1979-07-25 (#97)                    |
| 23 | Ai No HARMONY (愛のハーモニー?)                                                    | 1984-11-25 (#61)                    |
| 24 | Kono Mi Ga Chigireru Hodo Ni ~Lovin' You Is Killin' Me~ (この身がちぎれるほどに?)  | 2000-06-21 (#50)                    |
| 25 | Wasurenai De ~Time To Say Goodbye~ (忘れないで?)                                   | 2001-04-25 (#80)                    |
| 26 | Shishousetsu ~My Love Story~ (私小説?)                                             | 2001-09-21 (#91)                    |
| 27 | Kokoro No Tabibito (心の旅人?)                                                     | 2003-10-22 (#97)                    |
| 28 | Soko Ni Wa Shiawase Ga Mou Umareteiru Kara (そこには 幸せが もう生まれているから?) | 2007-03-07 (#26)                    |
| 29 | Peaceful World (ピースフル ワールド-Peaceful World-?)                              | 2007-08-03                          |
| 30 | Hogaraka Ni -Single version- (朗らかに〜シングルバージョン〜?)                     | 2008-03-05                          |
| 31 | Kono Yoki Hini (この良き日に?)                                                     | 2008-09-03                          |
| 32 | Anata No Wasuremono (あなたの忘れ物?)                                              | 2009-09-02                          |
| 33 | Ano Oka De (あの丘で?)                                                             | 2010-11-03                          |

## Comerciales
- Ajinomoto
- Bridgestone
- ECC Junior
- Meiji
- Mitsubishi Electric
- Suntory

## Obras escritas
- 1983 Mis platos chinos por Agnes
- 1984 Sé apacible con canciones
- 1984 Todos somos la gente que vive en la tierra
- 1993 Neo Mujer
- 1994 Mamá Usted no necesita ser un doctor
- 1996 Todos somos la gente que vive en la tierra Parte2
- 1997 Hong Kong Guía de Agnes
- 1999 El camino cuesta arriba Vientos All The Way (en colaboración con Myra H. Strober), Todos somos la gente que vive para el futuro
- 2001 de cuidado de niños positivos por Agnes
- 2002 La perfección 'pareja, El anillo de bala
- 2003 camino Esto lleva a la colina (traducción al japonés)
- 2004 Saludos al mundo!, Japón, donde el amor, Los mensajes de pequeñas vidas
- 2005 El derecho de pista a la gente que vive para el futuro, Lo que el matrimonio es la vida? (En colaboración con Yoko Kitajima)
- 2006 Estilo de Agnes Envejecimiento - herbaria china desintoxicación, flores, colores y mensajes de cumpleaños (colaboración)
- 2007 Todos somos la gente que vive en la tierra Parte3, 26 palabras de amor para encontrar la felicidad por la Madre Teresa
- 2008 Porque felicidad ya nació allí, El día cuando Torre de Tokio se manchó con rosa